# سیل ویرجینیای غربی ۲۰۱۶
در ۲۳ ژوئن ۲۰۱۶ در ایالت ویرجینیای غربی آمریکا بر اثر جاری شدن سیل حداقل ۲۶ نفر کشته و ۱۰۰ خانه به‌طور کامل ویران شد یا آسیب دید. این سیل که نتیجه بارندگی به میزان ۲۰۰–۲۵۰ میلی‌متر طی چند ساعت بود، سومین سیل مرگبار تاریخ ویرجینیای غربی لقب گرفت. این حادثه هم‌چنین پس از سیل ناگهانی تنسی در سال ۲۰۱۰ مرگبارترین سیل ناگهانی ایالت متحده آمریکا به‌شمار می‌رود.